# Alba Daurada
Alba Daurada o Khrisí Avgí (en grec Χρυσή Αυγή) (en anglès: Golden Dawn) és una organització nacionalista grega d'extrema dreta liderada per Nikólaos Mikhaloliakos, matemàtic i anterior soldat, qui adoptà un ideari basat en les lleis de l'antiga Esparta. El 7 d'octubre de 2020 seria condemnada com a organització criminal.

## Història
Fou creada a partir de la revista homònima que va circular de 1980 a 1984, quan deixà de publicar-se perquè el seu cap fou nomenat cap de les joventuts de la Unió Política Nacional, però el 1985 abandonà el càrrec i va refundar l'organització com a partit, que no fou legalitzat fins al 1993.
El partit va ser fundat el 1980 per un grup de joves neonazis grecs com un grup ideològic que publicava una revista del mateix nom ("Khrisí Avgí"), però a mitjans dels 80 les activitats polítiques del grup es van incrementar fins a convertir a Khrisí Avgí en un partit polític en tota regla. Segons alguns historiadors, la conversió d'Alba Daurada d'organització de grup ideològic a partit polític va sorgir a partir d'un viatge de Mikhaloliakos a Sud-àfrica a principis dels 80. Allà, Mikhaloliakos va entrar en contacte amb Giannis Giannopoulos, un extremista ultra-nacionalista grec que després d'una sèrie d'atemptats a Atenes el 1978 havia fugit del país i s'havia enrolat a la Legió Estrangera francesa, acabant a Sud-àfrica com a entrenador militar del Moviment de Resistència Afrikaner (Afrikaner Weerstandsbeweging o AWB).
A finals dels anys 80 i principis dels 90, Khrisí Avgí ja funciona com un autèntic partit i comença a enlairar i a fer-se notar, i des de llavors no ha parat de créixer. El 1989 el partit comptava amb una sola oficina, al carrer Kefallinias d'Atenes. Avui, dues dècades més tard, compta amb oficines de cap a cap del país, a banda de comptar amb grups organitzats de suport i amb multitud de seguidors i simpatitzants per tota Grècia. En aquella època, el partit principalment desenvolupava activitats propagandístiques, com edició de llibres i revistes i realització de manifestacions i desfilades, especialment els que commemoren l'episodi de Imia1. En aquells temps la gran majoria de seguidors d'Alba Daurada eren joves, alguns d'ells skinheads. La seva revista Neolaia, dirigida als joves, era molt popular en molts instituts de secundària de Grècia, i el partit comptava amb forts vincles amb l'escena de música Metall grega.
Alba Daurada va cessar les seves operacions polítiques el 2005 i va ser absorbida per l'Aliança Patriòtica, que va deixar de funcionar després que Mikhaloliakos retirés el seu suport. El març de 2007, Alba Daurada va celebrar el seu VI Congrés, en què els membres del partit van anunciar la represa de la seva activitat política. En les eleccions locals de 7 de novembre de 2010, Alba Daurada va obtenir un 5,3% dels vots en el municipi d'Atenes, guanyant un seient al consistori de la capital grega. En alguns barris amb importants comunitats d'immigrants, el partit va arribar a obtenir un suport que fins i tot va arribar al 20%.
Alba Daurada es descriu com un "moviment popular de nacionalistes intransigents". Mikhaloliakos descriu Alba Daurada com un moviment d'oposició a l'anomenada "Il·lustració" i a la Revolució Industrial. D'acord amb els estatuts del partit, "només els aris de sang i que siguin d'origen grec poden ser membres d'Alba Daurada". Els estatuts del partit també disposen en el líder el control total del partit, i formalitza l'ús de la salutació feixista dels membres del partit. En un primer moment, el partit va abraçar creences neopaganes, creient que es barregen amb el nacionalsocialisme d'acord amb l'ocultisme nazi, i descrivint el marxisme i el liberalisme com "els portadors ideològics del judeo-cristianisme". Més tard, però, el partit va sofrir canvis ideològics, abraçant el cristianisme ortodox grec sense renunciar al paganisme, religió que segueixen professant alguns membres del partit.
Alba Daurada es va presentar a les eleccions nacionals gregues del 6 de maig de 2012 amb una llista electoral liderada per Nikólaos Mikhaloliako. En la seva edició del 7 de maig, el diari Ta Nea atribuïa a Alba Daurada 21 escons al Parlament grec, quan ja estaven comptabilitzats 99,32% dels vots.

## Òrgans de propaganda
El partit té molts mitjans a través dels quals difondre la seva ideologia neonazi. El partit edita el periòdic setmanal d'actualitat Khrisí Avgí (que ven més de 5.000 còpies cada setmana), la revista ideològica també anomenada Khrisí Avgí, la revista juvenil Antepithesi, i la revista El Treballador Grec, d'ideologia nacionalsocialista. Alba Daurada té a més a més la seva pròpia casa editorial de llibres, Askalon/Logxi, mitjançant la qual ha publicat més d'una desena de llibres d'il·lustracions com Skies St Likavges, o biografies com la de Grivas-Digenis Politika Keimena, passant per llibrets ideològics (Ethnikososialismos: H Biologiki Kosmotheoria) o traduccions de clàssics de la ideologia nazi (Aima Kai Gi de Walter Darré), etc.
Totes aquestes publicacions es venen a les oficines del partit, per correu i per internet, en les concentracions de l'organització i fins i tot als quioscos més cèntrics de les principals ciutats del país. I també, per descomptat, a la llibreria del carrer Hippokratous (propietat de Ioannis Skhoïnas, que també té una editorial, i qui escriu llibres antisemites i lidera una organització que ret tribut als déus de la Grècia precristiana). Alba Daurada també empra la televisió: de fet, Mikhaloliakos va arribar a tenir el seu propi programa de televisió, cada dilluns a la nit al canal Tile-Asti (un canal de televisió privat propietat d'un conegut antisemita, Giorgos Karatzaferis) en el qual s'emeten diversos programes de televisió de contingut ultra-dretà, en el qual exposa i divulga les postures, les activitats i la ideologia d'Alba Daurada.
A més de tot això, l'organització política té una important relació amb moltes bandes de black metal nacionalsocialista. De fet, alguns membres dels grups de black metal més coneguts de Grècia són membres reconeguts d'Alba Daurada. Tant és així que l'organització ha editat diverses recopilacions de black metal amb bandes gregues, ja que considera que aquest gènere de música, juntament amb el RAC, és especialment útil per donar a conèixer el seu missatge.

## Ideologia
El programa polític d'Alba Daurada és molt semblant al de qualsevol altra organització neonazi europea. Un dels principals postulats del seu programa és la seva frontal oposició a la immigració, perquè la considera com a única responsable de l'increment de la criminalitat. Per evitar la seva entrada a Grècia, aquest partit proposa hermetitzar les fronteres i expulsar tots els immigrants que ja es troben dins del país. Aquells pocs que es quedessin, diuen, estarien privats d'obtenir la nacionalitat grega i de tenir propietats, ja que segons ells, només els grecs tenen dret a tenir propietats al país.
El tema de la immigració també va lligat amb el tema de la demografia: el partit vol donar més importància a la família tradicional i incentivar la fertilitat de les dones gregues (Grècia té un dels índexs de natalitat més baixos del món) per "dissuadir qualsevol tipus d'imposició estrangera". Cal fomentar la procreació de nens grecs, al mateix temps que s'ha d'impedir la descendència dels estrangers. No als matrimonis mixtos entre blancs i no-blancs, no a l'avortament, que porten a la nostra Nació a la seva mort racial" resa el programa polític.
L'eix central de la seva ideologia és la raça. Defensen fermament una "raça hel·lènica" que es troba amenaçada davant la "invasió racial de l'estranger."
En l'àmbit econòmic, el partit proposa mesures com són l'abolició del sistema bancari, de la usura i de l'especulació (especialment la del sòl), la nacionalització dels monopolis, etc. També proposa limitar la possessió de mitjans econòmics.
En política exterior, el partit aplica les directrius de l'anomenada Gran Idea, la desaparició de l'anteriorment coneguda com a Antiga República Iugoslava de Macedònia (el territori es repartiria entre Grècia i Sèrbia); l'alliberament de la part de l'illa de Xipre ocupada militarment per Turquia des 1974, amb la consegüent l'expulsió dels habitants turcs més la integració de l'illa a Grècia; l'expulsió dels turcs de la costa d'Anatòlia banyada per la mar Egea i la posterior colonització de la zona per ciutadans grecs; l'expulsió dels turcs de Tràcia i la posterior recolonització amb famílies gregues, etc. El partit també exigeix que Grècia abandoni l'ONU, la Unió Europea, el Tractat de Maastricht, l'OTAN, el GATT, els tractats de Schengen, que reemplaci l'euro per la volta del dracma (la moneda més antiga d'Europa), etc.
Per complir amb els desitjos d'una "Grècia forta i orgullosa", el partit exigeix grans canvis en l'exèrcit grec. Les forces armades són, per descomptat, una cosa fonamental per a Alba Daurada. El partit no només s'oposa radicalment a la seva professionalització, sinó que vol enfortir implementant el servei militar obligatori als 18 anys, tant per a homes com per a dones. Segons el partit, els interessos hel·lènics també han de ser servits per l'Església Ortodoxa de Grècia. Tot i que oficialment Alba Daurada és un partit laic (i fins i tot se li ha titllat de promoure pràctiques anti-cristianes i neo-paganes), a la pràctica sembla que mostra la seva voluntat que "l'Església de Grècia torni a ser pionera en les lluites de la Nació".
En les publicacions del partit també és evident l'estima que la formació té pel general Ioannis Metaxas i el règim que ell va crear durant l'etapa feixista a Grècia (1936-1941).

## Activitats
A principis dels 90, Alba Daurada va participar activament en les protestes que van tenir lloc a Grècia en contra de la denominació de la República de Macedònia, independitzada de Iugoslàvia.
Cap a la mateixa època, un dels líders més prominents del partit era Giannis Giannopoulos, un antic oficial militar grec que havia residit a la Sud-àfrica de l'apartheid i havia establert molts vincles amb el Moviment de Resistència Afrikaner durant els anys 80.
En els anys 90, membres de Khrisí Avgí van combatre com a voluntaris en la guerra de Bòsnia. Els radicals grecs van lluitar amb els paramilitars serbis en nom de la "germanor cristiana ortodoxa". Quan Srebrenica va ser presa, a la part alta de la ciutat es van hissar la bandera sèrbia i la grega al costat.
Al setembre de 2005, Alba Daurada va intentar organitzar un festival anomenat "Eurofest 2005 - Campament d'Estiu Nationalist" a Grècia central. Al festival debar participar també membres del NPD alemany, Forza Nuova (Itàlia) i Noua Dreapta (Romania), així com alguns participants nord-americans i espanyols. El festival va ser prohibit per les autoritats gregues, sobretot a causa de les protestes de grups antifeixistes.
Al juny de 2007, Alba Daurada va enviar representants per protestar contra la convenció del G8 a Alemanya, juntament amb el NPD i altres organitzacions neonazis europees.
El maig de 2009, Alba Daurada va prendre part en les eleccions europees rebent 23.564 vots (un 0,46% dels vots).
Al març de 2010, una bomba va destrossar les oficines de Khrisí Avgí a Atenes, encara que sense causar cap ferit. El partit va acusar extremistes d'esquerres i de grups anti-feixistes de l'atemptat i va denunciar que la policia grega no detingués mai a cap sospitós. Malgrat tot, al cap d'unes setmanes les oficines tornaven a estar en funcionament.
L'agost de 2011, el New York Times va entrevistar a membres d'Alba Daurada per conèixer les posicions ideològiques del partit i la seva postura davant la crisi del deute. El gener de 2012, el New York Times va tornar a informar sobre Khrisí Avgí en un article centrat en l'increment de violència racista a Atenes.
El març de 2012, el diari alemany Der Spiegel va informar sobre com Alba Daurada té cada vegada més gran en els barris amb major percentatge d'immigrants d'Atenes i com fins i tot hi havia brigades de membres de Khrisí Avgí patrullant aquests barris i defensant als comerciants grecs de supòsits pillatges per part d'immigrants.
L'abril de 2012, el partit va exigir que es blindessin les fronteres terrestres del país amb Albània, Macedònia (avui, Macedònia del Nord) i Bulgària, a més que a la frontera amb Turquia es cancel·lés el procés de desactivació dels camps de mines que existeixen. La proposta del partit era la contestació a les intencions del Govern grec de crear 30 nous centres de detenció d'immigrants.
Al maig de 2012, la BBC va informar sobre com els membres d'Alba Daurada, des de l'inici de la crisi, participaven en lliuraments de menjar als veïns més necessitats per la greu crisi econòmica de Grècia. En un altre reportatge similar, la BBC intentava explicar per què Alba Daurada s'estava guanyant la fama de ser el "Robin Hood dels grecs" en els barris més deprimits d'Atenes.

## Controvèrsies
Encara que poques vegades es pot comprovar, Alba Daurada és acusat sovint d'estar darrere dels atacs antisemites que regularment tenen lloc al país. Per descomptat, per a un partit d'inspiració nacionalsocialista com Alba Daurada, els jueus no tenen lloc en Grècia. Al març de 1997, el cementiri jueu de Trícala va ser profanat i el 80% de les seves tombes, atacades. En octubre del mateix any, van aparèixer esvàstiques i símbols nazis al cementiri jueu de Zavlani. El 1998 dues bombes van esclatar a les portes del Consell Central Jueu. Va passar el 23 d'abril, dia que en Grècia es commemora l'Holocaust jueu (el 96% dels jueus grecs van ser deportats i exterminats a camps de concentració i molts grecs van col·laborar amb les tropes d'ocupació alemanyes denunciant als hebreus). Aquest mateix any es va profanar de nou el cementiri jueu de Trícala, així com el de Kavala dues vegades (a l'agost i octubre), amb grafits antisemites. També van tornar a aparèixer pintades neonazis i antisemites en un parc de Salònica, prop del monument a l'Holocaust. En 1999, dues bombes incendiàries van ser llançades contra la seu de la Lliga d'Amistat Greco-Israelià, sense víctimes. L'abril de l'any 2000, el monument en memòria de l'Holocaust de Salònica va ser profanat, al mateix temps que apareixien pintades racistes a la sinagoga de la ciutat. Al cap d'unes poques setmanes, el cementiri jueu de Nikaia, en Atenes, va ser profanat, apareixent també esvàstiques, signes de les Schutzstaffel i frases com «Juden raus» ("Jueus fora", en alemany). El mateix tipus de pintades van aparèixer al monument a l'Holocaust d'Atenes. Encara que de vegades la signatura d'"Alba Daurada" apareix en els grafits, poc es pot provar amb això, quedant el partit lliure de càrrecs legals.

### El cas Andrutsópulos
Més d'una suposada acció d'Alba Daurada ha resultat ser mortal. Un exemple d'això és el cas Kousouris. Al final d'una concentració d'Alba Daurada a la plaça Karaiskakis d'Atenes, membres del partit suposadament van atacar un grup de joves del SEK, un partit grec d'esquerres, que passaven pels voltants. L'atac va resultar ser brutal, i un dels esquerrans, Dimitris Kousouris, va morir. Segons alguns testimonis oculars, els atacants, en acabar la seva "feina", es van refugiar a les oficines centrals d'Alba Daurada, situades al carrer Solomu. Interrogat per la policia, un dels esquerrans va dir reconèixer com un dels seus atacants a Períandros Andrutsópulos. Andrutsópulos té una fesomia molt particular: és un home fort, ros i ulls blaus, d'1,90 d'alçada, gran aficionat als esports d'aventura (practica habitualment paracaigudisme i escalada). Però Andrutsópulos era també un membre destacat d'Alba Daurada, ja que era el líder del Front de Joventuts del partit, era membre del Consell Polític del partit i col·laborava amb multitud d'articles en les publicacions del partit. Andrutsópulos és també l'autor d'una novel·la ambientada en Àsia Menor ("To Mistiko Tou Kokhiliou") que és un autèntic deliri ultranacionalista.
No obstant això, abans de ser detingut, Andrutsópulos va aconseguir escapar del país. Els registres al seu apartament i altres informacions de la policia van suggerir que aquest es trobaria amagat sota l'aixopluc d'aliats d'ultradreta en Xipre, Sèrbia o Alemanya, encara que altres informacions el situaven en Veneçuela (on havia passat la seva infància). Gairebé set anys després, Andrutsópulos seguia desaparegut, amb una ordre de crida i cerca internacional contra ell. El 2002, Andrutsópulos concedir dues entrevistes a dos revistes gregues des del seu refugi secret, en què tornava a reivindicar la seva innocència. Un altre dels autors de l'atac mortal va ser suposadament Dimitris Zafirópulos, però abans de ser detingut també va aconseguir fugir. El seu nom era a la llista de passatgers del ferri que el dia 19 de juny salpava del port grec de Patras cap a Itàlia. Després es va perdre el seu rastre, encara que la policia grega sospita que és possible que es trobi amagat a la ciutat italiana de Perugia.
Un cas semblant al de Andrutsópulos és el de Pandelis Kazaks. Kazaks va matar, durant dues nits seguides de brutals agressions racistes a Atenes, matant a dos immigrants, deixant paraplègic a un altre i amb ferides greus a dues més. Kazaks va ser detingut, i els mitjans de comunicació grecs seguida van estudiar la idea que kazaks era membre d'Alba Daurada. El diari "Eleftherotipia" fins i tot va publicar una sèrie de fotografies de kazaks que intentaven demostrar que kazaks era membre d'Alba Daurada. El partit va mantenir un silenci absolut en aquesta qüestió, ni d'afirmació ni de negació. La pertinença al partit de kazaks no ha pogut ser demostrada de manera fefaent mai, pel que al partit no se l'ha pogut imputar cap responsabilitat en el cas.
Moltes de les agressions de membres d'Alba Daurada es donen després de concentracions, manifestacions o activitats del partit. El partit acostuma a organitzar marxes racistes a les principals ciutats del país. En moltes d'aquestes marxes, els membres del partit desfilen en columnes, enarborant banderes gregues i nazis, mentre altres sostenen en alt torxes, com en una processó. Marxen pels carrers més cèntrics de les ciutats del país cantant cançons patriòtiques o bé entonant els típics càntics de «Ekso oi ksenoi, h Ellada stoys ellhnes» ("Fora els estrangers, Grècia per als grecs") o «H Ellada Anikei Stoys Ellhnes» ("Grècia pertany als grecs").

### Procés penal
El 18 de setembre del 2013, un membre d'Alba Daurada va assassinar el raper Pavlos Fissas, conegut com a «Killah P», provocant que es reobrís el debat sobre la possible il·legalització del partit. El 7 d'octubre de 2020, es va sentenciar que el partit operava com una organització criminal, atacant sistemàticament els migrants i els esquerrans. El tribunal també va anunciar veredictes per a 68 acusats, incloent la direcció política del partit. Nikólaos Mikhaloliakos i altres sis membres destacats i exdiputats van ser declarats culpables de dirigir l'organització delictiva.

## Resultats electorals

### Parlament Hel·lènic
| Any       | Líder                  | Parlament Hel·lènic | Parlament Hel·lènic | Parlament Hel·lènic | Parlament Hel·lènic | Parlament Hel·lènic | Pos. | Govern            |
| Any       | Líder                  | Vots                | %                   | ±pp                 | Escons              | +/−                 | Pos. | Govern            |
| --------- | ---------------------- | ------------------- | ------------------- | ------------------- | ------------------- | ------------------- | ---- | ----------------- |
| 1996      | Nikólaos Mikhaloliakos | 4,537               | 0.1%                | Nou                 | 0 / 300             | Nou                 | 14è  | Extraparlamentari |
| 2009      | Nikólaos Mikhaloliakos | 19,636              | 0.3%                | Nou                 | 0 / 300             | Nou                 | 10è  | Extraparlamentari |
| 2012 (I)  | Nikólaos Mikhaloliakos | 440,966             | 7.0%                | 6.7                 | 21 / 300            | 21                  | 5è   | Oposició          |
| 2012 (II) | Nikólaos Mikhaloliakos | 426,025             | 6.9%                | 0.1                 | 18 / 300            | 3                   | 5è   | Oposició          |
| 2015 (I)  | Nikólaos Mikhaloliakos | 388,387             | 6.3%                | 0.6                 | 17 / 300            | 1                   | 3r   | Oposició          |
| 2015 (II) | Nikólaos Mikhaloliakos | 379,581             | 7.0%                | 0.7                 | 18 / 300            | 1                   | 3r   | Oposició          |
| 2019      | Nikólaos Mikhaloliakos | 165,709             | 2.93%               | 4.07                | 0 / 300             | 18                  | 7è   | Extraparlamentari |

### Parlament Europeu
| Parlament Europeu | Parlament Europeu      | Parlament Europeu | Parlament Europeu | Parlament Europeu | Parlament Europeu | Parlament Europeu | Parlament Europeu |
| Any               | Líder                  | Vots              | %                 | ±pp               | Escons            | +/−               | Pos.              |
| ----------------- | ---------------------- | ----------------- | ----------------- | ----------------- | ----------------- | ----------------- | ----------------- |
| 1994              | Nikólaos Mikhaloliakos | 7,242             | 0.1%              | Nou               | 0 / 25            | Nou               | 19è               |
| 2009              | Nikólaos Mikhaloliakos | 23,566            | 0.5%              | Nou               | 0 / 22            | Nou               | 12è               |
| 2014              | Nikólaos Mikhaloliakos | 536,913           | 9.4%              | 8.9               | 3 / 21            | 3                 | 3r                |
| 2019              | Nikólaos Mikhaloliakos | 275,821           | 4.88%             | 4.51              | 2 / 21            | 1                 | 5è                |

### Referèndums
| Any  | Qüestió                                     | Posició      | Vots      | %           | Resultat |
| ---- | ------------------------------------------- | ------------ | --------- | ----------- | -------- |
| 2015 | Acceptació de l'acord econòmic de la Troika | Suport al NO | 3,558,450 | 61,31 / 100 | Victòria |